# 伊号第三十一潜水艦
| 画像をアップロード |                                                                              |
| 艦歴               |                                                                              |
| 計画               | 第四次海軍軍備補充計画（④計画）                                              |
| 起工               | 1939年12月6日                                                                |
| 進水               | 1941年3月13日                                                                |
| 就役               | 1942年5月30日                                                                |
| その後             | 1943年5月13日戦没                                                            |
| 除籍               | 1943年8月1日                                                                 |
| 性能諸元           |                                                                              |
| 排水量             | 基準：2,198トン 常備：2,584トン 水中：3,654トン                              |
| 全長               | 108.7m                                                                       |
| 全幅               | 9.30m                                                                        |
| 吃水               | 5.14m                                                                        |
| 機関               | 艦本式2号10型ディーゼル2基2軸 水上：12,400馬力 水中：2,000馬力               |
| 速力               | 水上：23.6kt 水中：8.0kt                                                     |
| 航続距離           | 水上：16ktで14,000海里 水中：3ktで96海里                                     |
| 燃料               | 重油：774トン                                                                |
| 乗員               | 94名                                                                         |
| 兵装               | 40口径14cm単装砲1門 25mm機銃連装1基2挺 53cm魚雷発射管 艦首6門 九五式魚雷17本 |
| 航空機             | 零式小型水上偵察機1機 （呉式1号4型射出機1基）                                |
| 備考               | 安全潜航深度：100m                                                           |

伊号第三十一潜水艦（いごうだいさんじゅういちせんすいかん、旧字体：伊號第三十一潜水艦）は、大日本帝国海軍の伊十五型潜水艦（巡潜乙型）の12番艦。
当初は伊号第三十七潜水艦と命名されていたが、1941年（昭和16年）11月1日に伊号第三十一潜水艦と改名されている。

## 艦歴
1939年（昭和14年）の第四次海軍軍備補充計画（④計画）により、1939年12月6日、横須賀海軍工廠で起工。1941年（昭和16年）3月13日に進水し、1942年（昭和17年）5月30日に竣工した。竣工と同時に呉鎮守府籍となり、伊32と共に第六艦隊第1潜水戦隊第15潜水隊を編成する。
8月15日、伊31は呉を出港し、ソロモン諸島南東沖に進出。25日0543、サンクリストバル島南東175km地点付近で複数の米艦船を発見するも、攻撃できなかった。その後、油圧システムが故障したため哨戒を中止。30日1330にトラックに到着し、修理を受ける。
9月6日、伊31はトラックを出港し、ネンドー島に進出。11日早朝、島を航空偵察し、北岸のグラシオサ湾に複数のPBY カタリナ、米水上機母艦バラード(USS Ballard, DD-267/AVD-10)、小型水上機母艦マッキナック(USS Mackinac, AVP-13)の在泊を報告。その後浮上して搭載機を収容した後潜航し、湾内に侵入。2235に浮上した後、12日0203に砲撃を開始。バラードとマッキナックの反撃を受ける中、主砲弾10発を発射したが、空薬莢の排出に失敗して故障。そのため、伊31は湾を脱出し、0212に潜航した。この砲撃で、伊31はカタリナ2機を破壊した。13日、ヴァニコロ島を飛行偵察するが、島がスコールに見舞われたため偵察は中止され、搭載機も着水時に転覆し失われた。伊31は搭乗員を救助した後現場を離れた。14日、ガダルカナル島南東沖に到達して哨戒。10月6日、トラックに到着。
14日、伊31はトラックを出港し、ガダルカナル島南東沖に進出して哨戒を行った後、フィジー諸島へ向かった。11月4日早朝、スバを飛行偵察。11日、パゴパゴを偵察し、小型輸送船1隻の在泊を報告したが、島の基地は灯火管制が行われていた。その後、搭載機収容中に米軍複葉水上機が飛来してきたが、伊31を発見することなく飛び去って行った。20日、ショートランドに到着。
25日、伊31は食糧と弾薬30トンを搭載してショートランドを出港し、27日にカミンボに到着して輸送物資を降ろした後出港し、29日にショートランドに寄港して12月2日にトラックに到着。22日、ゴム袋入りの食糧20トンを搭載してトラックを出港し、25日にショートランドに寄港。27日にカミンボに到着して輸送物資を降ろした後出港。28日、モノ島南東50浬地点付近で浮上航走中の米潜水艦を発見し、魚雷6本を発射したが命中しなかった。29日、前日と同じ海域で米潜グレイバック(USS Grayback, SS-208)を発見して魚雷を発射するも、回避された。31日、ショートランドに到着。1943年（昭和18年）1月1日、ショートランドを出港し、4日にトラックに到着。7日にトラックを出港し、13日に呉に到着して修理を受ける。
2月25日、伊31は呉を出港し、3月2日に幌筵に到着。その後輸送物資を搭載して幌筵を出港し、12日にキスカに到着して輸送物資を降ろした後出港し、18日に幌筵に到着。20日に特設運送船(給油船)帝洋丸（日東汽船、9,850トン）から給油を受け、22日に幌筵を出港し、アガッツ島南方沖に進出して哨戒を行う。4月1日、アッツに到着して弾薬を搭載して出港。4日にキスカに到着して輸送物資を降ろした後出港し、9日に幌筵に到着。
14日、伊31は北海守備第2地区隊長山崎保代大佐とその幕僚を載せて幌筵を出港。17日にアッツに到着して便乗者を降ろした後出港し、20日に幌筵に到着。22日、輸送物資を搭載して幌筵を出港。26日にキスカに到着して輸送物資を降ろした後出港し、30日に幌筵に到着。5月7日、輸送物資を搭載して幌筵を出港し、9日にアッツに到着して輸送物資の一部を降ろした後出港。11日にキスカに到着して輸送物資を降ろした後、アッツ島の戦いによりアッツへ向かうべく出港していくのを最後に消息不明。
アメリカ側記録によると、12日、米戦艦ペンシルベニア(USS Pennsylvania, BB-38)の上空を対潜哨戒中のカタリナが、ペンシルベニアに向かう雷跡2本を発見し報告。ペンシルベニアは最大速で航行し、魚雷は艦後方を通過していった。カタリナは魚雷を発射した潜水艦へ煙幕弾を投下し、位置を知らせた。これを受け、1937、ペンシルベニアを護衛していた米駆逐艦フェルプス(USS Phelps, DD-360)が潜航中の潜水艦をソナー探知し、1939に爆雷2発を投下するも、潜水艦を撃沈できなかったばかりか潜水艦の反応も消えてしまった。その後、米駆逐艦エドワーズ(USS Edwards, DD-619)とファラガット(USS Farragut, DD-348)が潜水艦の捜索と爆雷攻撃を10時間にわたって行った。その後潜水艦は浮上してきたため、エドワーズが砲撃を開始。砲戦の末潜水艦は撃沈された。その後、現場海域に8km四方にわたって重油が浮遊しているのが確認された。これが伊31の最期の瞬間であり、艦長の井上規矩少佐乗員95名全員戦死。沈没地点はアッツ島チチャコブ港北東5浬地点付近、北緯52度08分 東経177度38分 / 北緯52.133度 東経177.633度で、水深は1800mあるとされる。
5月14日、アッツ島付近で亡失と認定され、8月1日に除籍された。

## 歴代艦長
※『艦長たちの軍艦史』408-409頁による。

### 艤装員長
- （兼）伊豆寿市 中佐：1941年12月15日[6] - 1942年2月5日[7]
- 新名嘉雄 少佐：1942年2月5日[7] -
- 井上規矩 少佐：1942年3月10日 -

### 艦長
- 井上規矩 少佐：1942年5月30日 - 1943年5月13日戦死